# Anton Gruss
Anton Gruss, též psán Antonín (11. července 1803 Pšov – 27. července 1872 Vídeň) byl rakouský malíř původem z Čech.

## Život
Narodil se v rodině zemědělce Johanna Grusse a jeho manželky Rosálie, rozené Novákové. Jeho bratr Johann (Jan) Gruss (1790–1855) byl též malíř.
Po ukončení středoškolského studia se na pozvání bratra Johanna rozhodl studovat umění v Praze. Po absolvování akademického kursu v Praze se věnoval tehdy módní malbě miniatur. Tím získal finanční prostředky, které mu umožnily studovat na pražské Akademii Františka Tkadlíka, který se roku 1836 stal jejím ředitelem. Též podnikl studijní cesty po Německu a Itálii.
Po mnoho let byl ve Vídni ve službách hraběcí rodiny Harrachů, nejprve jako učitel, později jako ředitel galerie Harrachů. (V úmrtním oznámení v tisku a v matrice zemřelých byl označen jako ředitel galerie (Galerie–Direktor).)
Zemřel neženatý, ve Vídni.

## Dílo
Začínal jako malíř miniatur, vypracoval se na malíře historických a náboženských obrazů.  Namaloval například obraz sv. Aloise Gonzagy, prezentovaný na výstavě Akademie v Klementinu roku 1839, nebo sv. Jakuba Staršího do kostela v Sedlicích u Strakonic z roku 1841.). Jeho díla bývají někdy v literatuře zaměňována za díla bratra Jana Grusse.

### Galerie

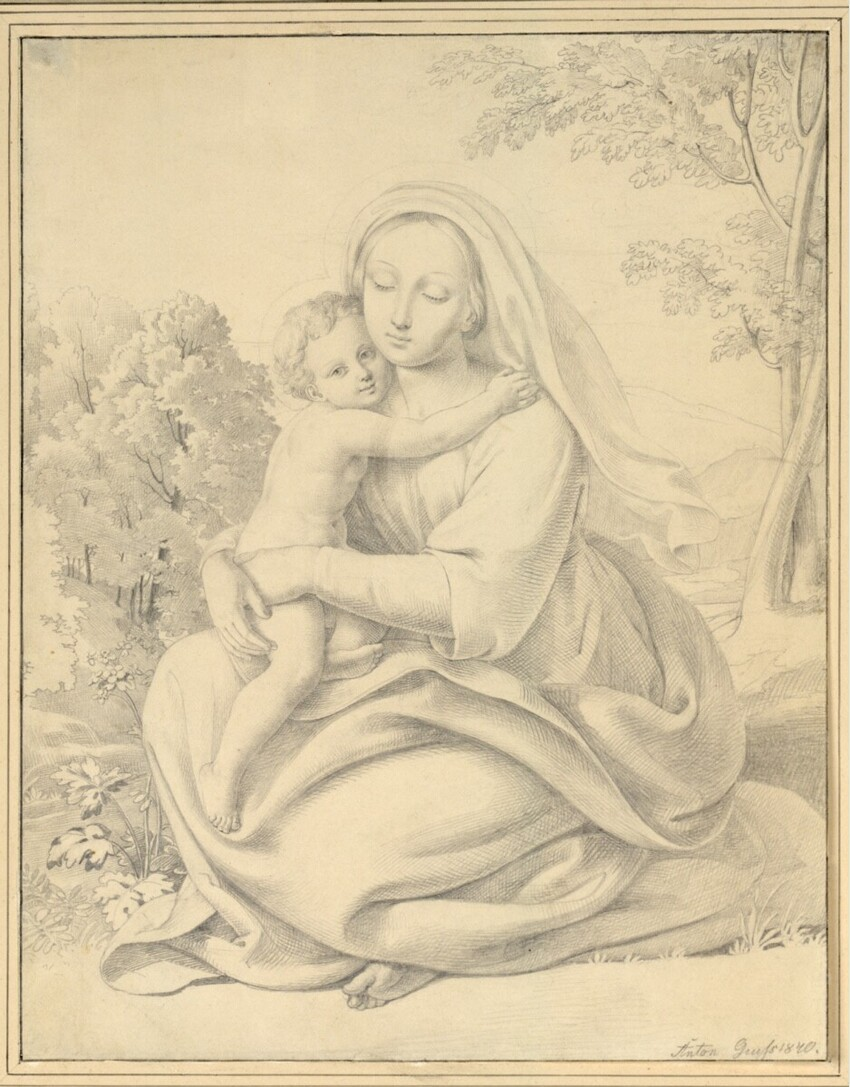
Panna Maria s dítětem v krajině (1840, Albertina, Vídeň)
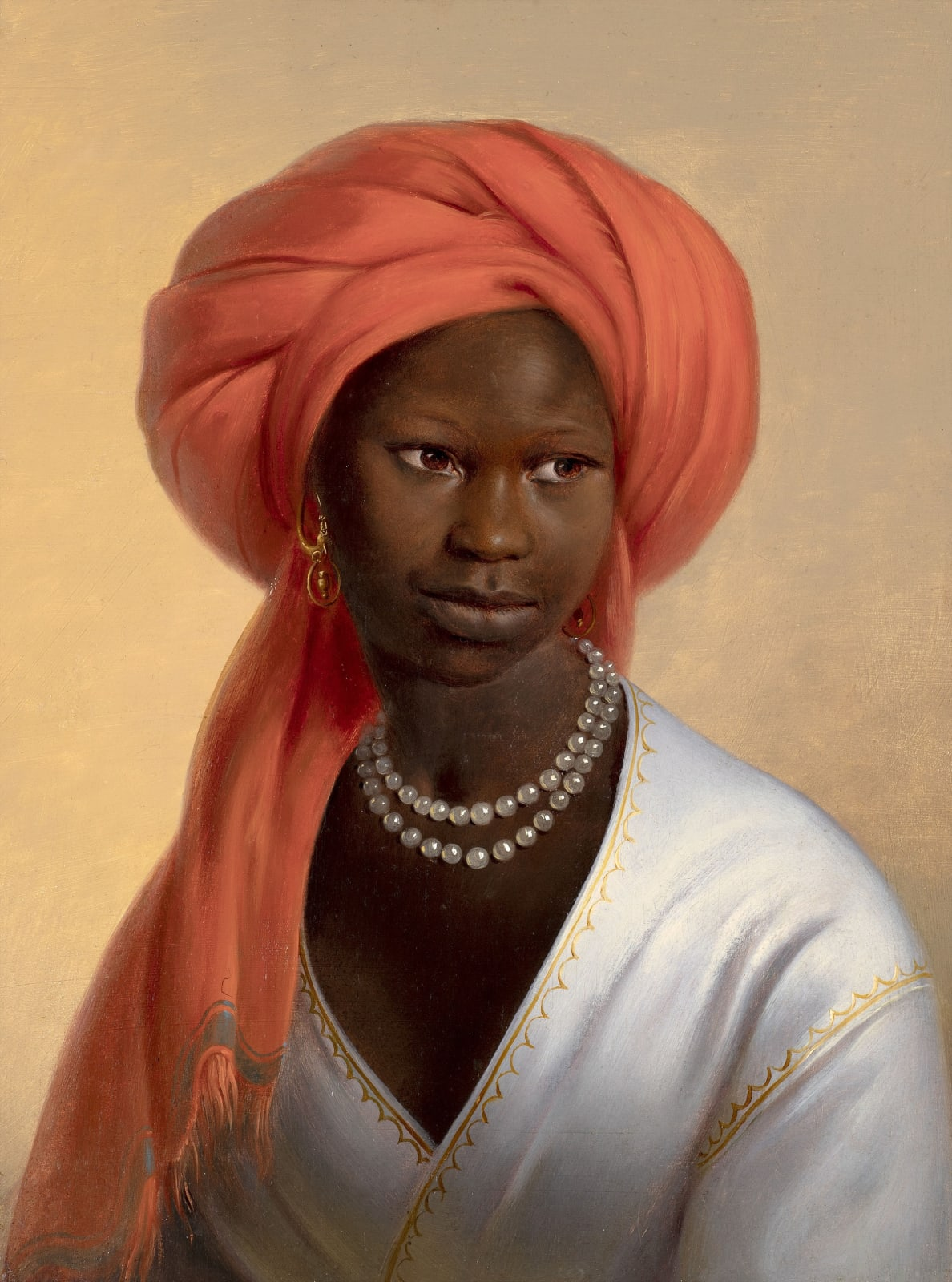
Portrét ženy v červeném turbanu (1844, soukromá sbírka)
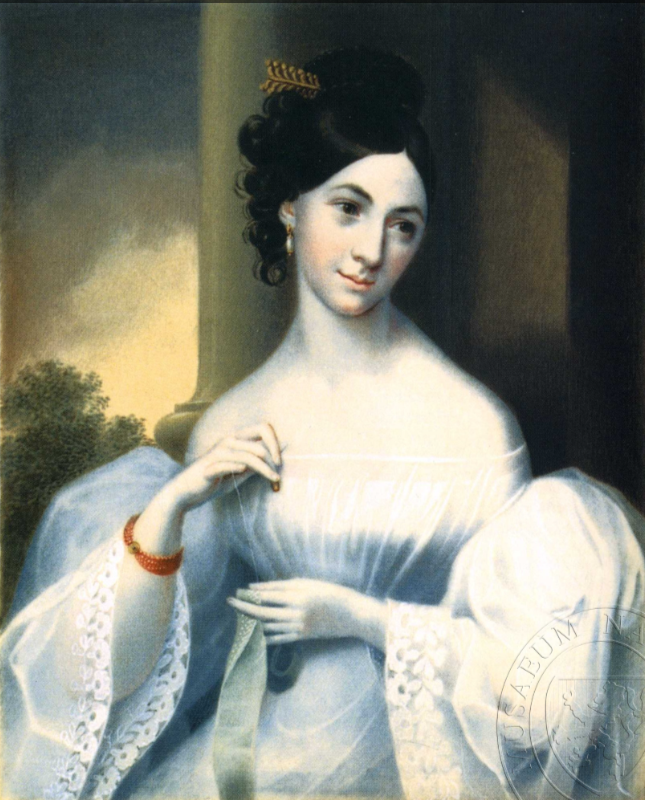
Žena vyšívající stuhu (asi 1835-1840), miniatura, Národní muzeum